# 153 (عدد)
153 هو عدد صحيح. طبيعي بين 152 و 154

## في الرياضيات

### خصائص
- 153 عدد فردي
- 153 عدد ناقص
- 153 عدد مضلعي: (مثلثي-مسدسي-52 أضلاع-...)
- 153 عدد نرجسي: يساوي مجموع أرقامه، مرفوعاً إلى الأس 3 (عدد خاناته)، حيث : 13 + 53 + 33 =1+125+27=153